# Chenopodium santoshei
Chenopodium santoshei là loài thực vật có hoa thuộc họ Dền. Loài này được Pandeya, Singhal & A.K.Bhatn. mô tả khoa học đầu tiên năm 1998.